# Associazione Calcio Polisportiva Afragolese 1988-1989
Questa pagina raccoglie le informazioni riguardanti l'Associazione Calcio Polisportiva Afragolese nelle competizioni ufficiali della stagione 1988-1989.

## Rosa
| N. |                   | Ruolo | Calciatore             |
| -- | ----------------- | ----- | ---------------------- |
|    | Italia (bandiera) |       | Balisciano             |
|    | Italia (bandiera) | P     | Raffaele Ceriello      |
|    | Italia (bandiera) | C     | Luigi Cerullo          |
|    | Italia (bandiera) | D     | Giustino Conte         |
|    | Italia (bandiera) | P     | Alfonso Crisci         |
|    | Italia (bandiera) | C     | Nicandro Della Vedova  |
|    | Italia (bandiera) | D     | Vincenzo Del Vecchio   |
|    | Italia (bandiera) | A     | Alessandro Evangelista |
|    | Italia (bandiera) | C     | Carmine Giacco         |
|    | Italia (bandiera) | A     | Antonio Iazzetta       |
|    | Italia (bandiera) | A     | Pasquale Luiso         |

| N. |                   | Ruolo | Calciatore           |
| -- | ----------------- | ----- | -------------------- |
|    | Italia (bandiera) | C     | Michele Massaro      |
|    | Italia (bandiera) | D     | Gennaro Nappo        |
|    | Italia (bandiera) | D     | Vincenzo Rossi       |
|    | Italia (bandiera) | D     | Alberto Russo        |
|    | Italia (bandiera) | C     | Giovanni Ruzza       |
|    | Italia (bandiera) | A     | Franco Santaniello   |
|    | Italia (bandiera) | C     | Francesco Sorrentino |
|    | Italia (bandiera) | D     | Luigi Tarallo        |
|    | Italia (bandiera) | C     | Carmine Tassari      |
|    | Italia (bandiera) | C     | Guido Veglia         |